# Dziwneono alfa
Dziwneono alfa är en insektsart som beskrevs av Irena Dworakowska 1993. Dziwneono alfa ingår i släktet Dziwneono och familjen dvärgstritar. Inga underarter finns listade i Catalogue of Life.